# 2924 Mitake-mura
2924 Mitake-mura è un asteroide della fascia principale. Scoperto nel 1977, presenta un'orbita caratterizzata da un semiasse maggiore pari a 2,8887631 au e da un'eccentricità di 0,0467444, inclinata di 3,13897° rispetto all'eclittica.
L'asteroide è dedicato al comune giapponese di Mitaka, uno dei tre su cui sorge l'Osservatorio di Kiso. Agli altri due comuni sono stati dedicati 2470 Agematsu e 2960 Ohtaki.